# Utricularia peranomala
Utricularia peranomala — вид рослин із родини пухирникових (Lentibulariaceae).

## Біоморфологічна характеристика
Це однорічна літофітна рослина. Столони і ризоїди капілярні, прості. Пастки на столонах або листкових пластинках біля краю, на коротких ніжках, яйцюваті, ≈ 1 мм. Листки нечисленні, з основи квітконосу, голі; пластинка від вузько-зворотно-яйцюватої до лінійної, 8–10 × 1–1.5 мм, плівчаста, основа послаблена на ніжці, край цільний, верхівка закруглена. Суцвіття прямовисні, 1.5–2.5 см, 1- чи 2-квіткові, голі. Нижня частки чашечки від яйцюватої до довгастої, менша за верхню, верхівка закруглена; верхня частка широко яйцювата, 1.5–2 мм, верхівка тупа. Віночок жовтуватий, 4–6 мм. Коробочка куляста, ≈ 2.5 мм. Насіння вузько-еліпсоїдно-веретеноподібне, ≈ 1 мм, вигнуте чи пряме.

## Поширення
Ендемік Гуансі [Китай].
Населяє вологі скелі серед моху.